# Santabaya (Boqueijón)
Santabaya (en gallego y oficialmente, Santa Baia) es un lugar español situado en la parroquia de Vigo, del municipio de Boqueijón, en la provincia de La Coruña, Galicia.

## Demografía
| Gráfica de evolución demográfica de Santa Baia entre 2000 y 2018 |
|                                                                  |
| Datos según el nomenclátor publicado por el INE.                 |